# Erin Hamlin
Erin Hamlin (New Hartford, 19 novembre 1986) è un'ex slittinista statunitense, vincitrice di una medaglia di bronzo ai Giochi olimpici a Soči 2014 e per due volte campionessa del mondo.

## Biografia
Iniziò a gareggiare per la nazionale statunitense nelle varie categorie giovanili nella specialità del singolo ottenendo, quali migliori risultati, un terzo posto nella classifica finale della Coppa del Mondo giovani nella stagione 2002/03, un altro terzo posto in quella juniores del 2004/05, nonché una medaglia di bronzo ai campionati mondiali juniores nella gara a squadre a Calgary 2004.
A livello assoluto esordì in Coppa del Mondo nella stagione 2005/06, conquistò il primo podio, nonché la prima vittoria, il 17 novembre 2007 nella gara a squadre a Lake Placid mentre nel singolo ottenne la prima vittoria il 22 febbraio 2015 ad Altenberg nella disciplina dello sprint. In classifica generale come miglior risultato si piazzò al quarto posto nel 2009/10 e nel 2015/16 nella specialità del singolo.
Prese parte a quattro edizioni dei Giochi olimpici invernali: a Torino 2006 giunse dodicesima nel singolo, a Vancouver 2010 si classificò in sedicesima piazza nella prova individuale, a Soči 2014 conquistò la medaglia di bronzo nel singolo, divenendo la prima slittinista non europea a salire sul podio alle Olimpiadi, e concluse inoltre al sesto posto la prova a squadre, mentre a Pyeongchang 2018, in quella che fu la sua ultima competizione a livello internazionale e nella quale ebbe l'onore di sfilare quale portabandiera della delegazione statunitense durante la cerimonia inaugurale, terminò in sesta posizione la gara del singolo.
Prese parte altresì a dieci edizioni dei campionati mondiali in cui ottenne quattro medaglie: due d'oro, una nel singolo a Lake Placid 2009 e una nel singolo sprint a Igls 2017, e due d'argento, entrambe ancora ottenute a Igls 2017 nel singolo e nella gara a squadre. La vittoria del titolo iridato nel 2009, oltre ad essere la prima volta che un'atleta non europea saliva su uno dei gradini del podio, arrestò il dominio tedesco nelle rassegne mondiali che perdurava dal 1995; l'ultima atleta non teutonica a vincere un titolo mondiale era stata infatti l'italiana Gerda Weissensteiner a Calgary 1993. Con quella vittoria la statunitense interruppe inoltre una striscia di 99 vittorie internazionali consecutive da parte delle atlete tedesche che durava dal 1997: dopo la vittoria dell'austriaca Andrea Tagwerker il 29 novembre 1997 a Schönau am Königssee le slittiniste teutoniche avevano conquistato infatti 88 vittorie in Coppa del Mondo, 3 ori olimpici e 8 titoli iridati consecutivamente.
Sempre nel singolo vinse inoltre per tre volte il titolo ai campionati pacifico-americani di Lake Placid 2015, di Calgary 2016 e di Park City 2017.

## Palmarès

### Olimpiadi
- 1 medaglia:
  - 1 bronzo (singolo a Soči 2014).

### Mondiali
- 4 medaglie:
  - 2 ori (singolo a Lake Placid 2009; singolo sprint a Igls 2017);
  - 2 argenti (singolo, gara a squadre a Igls 2017).

### Campionati pacifico-americani
- 5 medaglie:
  - 3 ori (singolo a Lake Placid 2015; singolo a Calgary 2016; singolo a Park City 2017);
  - 1 argento (singolo a Whistler 2014);
  - 1 bronzo (singolo a Lake Placid 2013).

### Mondiali juniores
- 1 medaglia:
  - 1 bronzo (gara a squadre a Calgary 2004).

### Coppa del Mondo
- Miglior piazzamento in classifica generale nel singolo: 4ª nel 2009/10 e nel 2015/16.
- 24 podi (11 nel singolo, 4 nel singolo sprint e 9 nelle gare a squadre):
  - 6 vittorie (2 nel singolo, 2 nel singolo sprint e 2 nelle gare a squadre);
  - 9 secondi posti (3 nel singolo, 2 nel singolo sprint e 4 nelle gare a squadre);
  - 9 terzi posti (6 nel singolo e 3 nelle gare a squadre).

#### Coppa del Mondo - vittorie
| Data             | Luogo       | Paese       | Disciplina                                                            |
| ---------------- | ----------- | ----------- | --------------------------------------------------------------------- |
| 17 novembre 2007 | Lake Placid | Stati Uniti | Gara a squadre con Tony Benshoof, Christian Niccum e Dan Joye         |
| 22 febbraio 2015 | Altenberg   | Germania    | Singolo sprint                                                        |
| 5 dicembre 2015  | Lake Placid | Stati Uniti | Singolo                                                               |
| 5 dicembre 2015  | Lake Placid | Stati Uniti | Gara a squadre con Christopher Mazdzer, Justin Krewson e Andrew Sherk |
| 17 dicembre 2016 | Park City   | Stati Uniti | Singolo                                                               |
| 17 dicembre 2016 | Park City   | Stati Uniti | Singolo sprint                                                        |

### Coppa del Mondo juniores
- Miglior piazzamento in classifica generale nel singolo: 3ª nel 2004/05.

### Coppa del Mondo giovani
- Miglior piazzamento in classifica generale nel singolo: 3ª nel 2002/03.